# Giacomo Maiani
Giacomo Maiani (10 luglio 1982) è un ex calciatore sammarinese, di ruolo centrocampista.

## Carriera

### Club
Durante la sua carriera ha giocato principalmente con il Domagnano.

### Nazionale
Conta 4 presenze con la Nazionale sammarinese.